# Hinkley Point kärnkraftverk
Hinkley Point kärnkraftverk är ett kärnkraftverk som ligger i Hinkley Point, England i Storbritannien. Bygget startade den 1 november 1957.

## Hinkley Point A
Den 1 november 1957 började bygget av två Magnox-reaktorer på platsen, och reaktorerna togs i kommersiell drift 1965. De båda reaktorerna hade en effekt på 235 MWe vardera, och stängdes den 23 maj 2000.

## Hinkley Point B
Den 1 september 1967 började bygget av två AGR-reaktorer och togs i kommersiell drift 1978 (B-1) respektive 1976 (B-2). Det båda reaktorerna hade en effekt 485 MWe vardera. Reaktorerna stängdes 2022, den 1 augusti (B-1) respektive den 6 juli (B-2).
Kraftverket har även 4 Rolls-Royce Olympus gasturbiner för nödkraft, som levererar 17 MWe vardera.

## Hinkley Point C
År 2010 tillkännagav den brittiska regeringen Hinkley Point C som en av åtta platser avsedda för ny kärnkraft, och i november 2012 beviljades en kärnkraftsplatslicens. 
Den 11 december 2018 respektive den 12 december 2019 började bygget av två EPR-reaktorer. Det båda reaktorerna kommer att ha en effekt på 1 630 MWe vardera. Den beräknade kostnaden för anläggningen angavs i oktober 2021 till 22-23 miljarder pund, det vill säga cirka 265 miljarder kronor.
Enligt en livscykelanalys presenterad i oktober 2021 anges kraftverket orsaka växthuspåverkande utsläpp av 5,5 gram CO2eq per kWh. Omkring hälften av dessa kommer från gruvbrytning och bränsletillverkning. Detta kan jämföras med "Lifecycle GHG emissions in gram CO2eq per kWh" från andra typer av elproduktion som kolkondens (750–1100), naturgas (400–500), solceller kisel (20–80), solceller tunnfilm (7–30) och vindkraft (7–23).

## Reaktorer
| Station           | Typ    | Netto- effekt | Byggstart  | Första anslutning till nät | Kommer- siell drift | Stängd     |
| ----------------- | ------ | ------------- | ---------- | -------------------------- | ------------------- | ---------- |
| Hinkley Point A-1 | Magnox | 235 MWe       | 1957-11-01 | 1965-02-16                 | 1965-03-30          | 2000-05-23 |
| Hinkley Point A-2 | Magnox | 235 MWe       | 1957-11-01 | 1965-03-19                 | 1965-05-05          | 2000-05-23 |
| Hinkley Point B-1 | AGR    | 485 MWe       | 1967-09-01 | 1976-10-30                 | 1978-10-02          | 2022-08-01 |
| Hinkley Point B-2 | AGR    | 485 MWe       | 1967-09-01 | 1976-02-05                 | 1976-09-27          | 2022-07-06 |
| Hinkley Point C-1 | EPR    | 1 630 MWe     | 2018-12-11 | Juni 2026                  |                     |            |
| Hinkley Point C-2 | EPR    | 1 630 MWe     | 2019-12-12 | Juni 2026                  |                     |            |